# Pegasus-Theater
Das Pegasus-Theater (griechisch Θέατρο Πήγασος) ist ein Zusammenschluss von professionellen und Laienschauspielern. Das Repertoire ist umfangreich und reicht von Stücken für Kinder bis zur Interpretation klassischer griechischer Tragödien. Der Sitz des Theaters ist in der Agias Ekaterinis, Katerini, Griechenland.

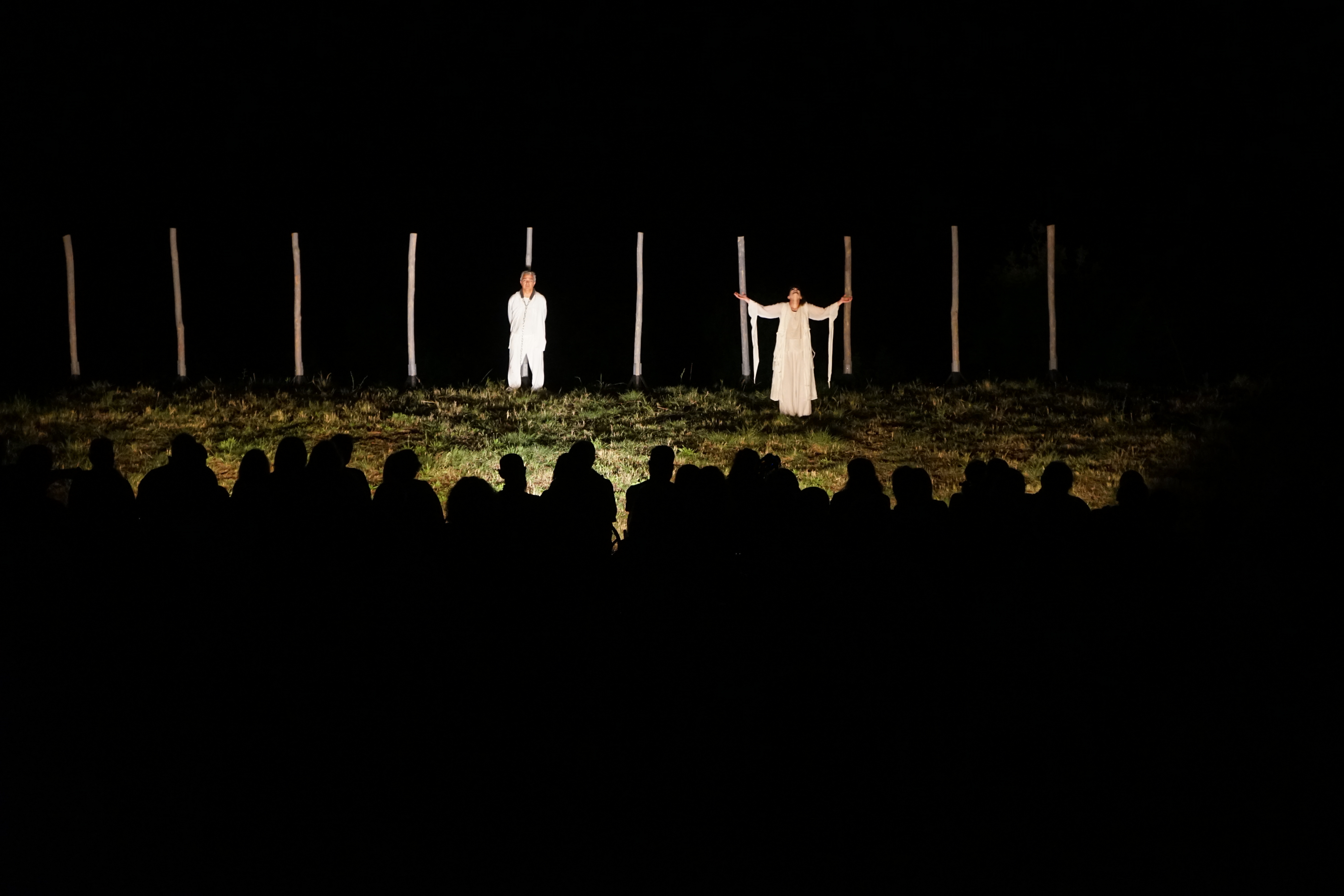
Das Gesicht der Medusa, Theateraufführung im Leibethra-Park 2020

## Geschichte
Das Pegasus-Theater wurde 1982 von Schülern der Schauspielschule des Staatstheaters von Nordgriechenland offiziell gegründet. Bereits 1980 begannen die ersten Mitglieder des Theaters mit vorbereitenden Aktivitäten. Inzwischen wurden über 100 Stücke in- und ausländischer Autoren aufgeführt, beispielsweise von:
- Anton Tschechow
- Franz Kafka
- Dario Fo
- Aristophanes
- Sophokles
- Euripides

## Ausbildung
Neben dem Theaterbetrieb und den dafür notwendigen Proben wird auf die Ausbildung des Theaternachwuchses Wert gelegt. Nach Alter gegliedert entstanden drei Gruppen:
- Kinder (6 bis 12 Jahre)
- Jugendliche (13 bis 18 Jahre)
- Erwachsene

Die Kinder werden mit Spielen an das Thema herangeführt. Später lernen sie, Gestik und Mimik einzusetzen und zu improvisieren. Bei den Jugendlichen wird am Ausdruck gefeilt, sie werden in die Kunst des Schauspiels und in die Geschichte des Theaters eingeführt.

## Aufführungen
Die Theatergruppe spielt vorwiegend in Nordgriechenland, hatte aber auch schon mehrere Auftritte in Kiew und anderen Städten in der Ukraine.
Die Erwachsenen führen jährlich zwei neue Schauspiele auf. Das Pegasus-Theater spielt regelmäßig im Rahmen des Olympos-Festivals.

## Weblink
- Homepage des Theaters (griechisch)